# Mai Hosho
Mai Hosho, all'anagrafe Mai Kitamura  (宝生舞?, Osho Mai) (Ōsaka, 29 gennaio 1977), è un'attrice giapponese.
È nota principalmente per aver interpretato il ruolo di Tomie Kawakami in Tomie: Replay, terzo film della serie Tomie, ispirato all'omonimo manga di Junji Itō.

## Carriera
Mai Hosho debuttò nel 1993, con il film per la televisione Tokyo Blood. Nel 1995 interpretò il ruolo della protagonista in Mechanical Violator Hakaider. Nel 2000 fu scelta per interpretare Tomie Kawakami nel J-Horror Tomie: Replay, diretto da Tomijiro Mitsuishi. Due anni dopo fu diretta da Sion Sono in Suicide Club, dove interpretò il ruolo di un'infermiera, quindi apparve in altri tre film e in quattro serie televisive.

## Filmografia
- Tokyo Blood (film TV) di Sogo Ishii (1993)
- Mechanical Violator Hakaider (Jinzō ningen Hakaidā) di Keita Amemiya (1995)
- Goodbye for Tomorrow (Ashita) di Nobuhiko Obayashi (1995)
- Ginrō kaiki fairu (serie TV) (1996)
- Bokura no Yuki Mimantoshi (serie TV) (1997)
- Virgin Road (serie TV) (1997)
- Power Office Girls (Shomuni) (serie TV) (1998)
- Tsuribaka Nisshi 10 di Tomio Kuriyama (1998)
- Tomie: Replay di Tomijiro Mitsuishi (2000)
- Gakkō no kaidan: Haru no noroi supesharu (film TV) (2000)
- Shomuni 2 (serie TV) (2000)
- The Yin Yang Master (Onmyoji) di Yōjirō Takita (2001)
- Suicide Club (Jisatsu saakuru) di Sion Sono (2002)
- The Last Snow (Nagoriyuki) di Nobuhiko Obayashi (2002)
- Shomuni Final (serie TV) (2002)
- Boku no mahō tsukai (miniserie TV) (2003)
- Ultra Q: Dark Fantasy (Urutora kyū: Dāku fantajī) (serie TV) (2004)
- The Reason (Riyū) di Nobuhiko Obayashi (2004)
- Mop Girl (2007)
- Koneko no namida di Toshiyuki Morioka (2008)
- Kangorongo: Yonaoshi baraethī (serie TV) (2008)